# Holmrook
Holmrook – wieś w Anglii, w Kumbrii. Leży 66 km na południowy zachód od miasta Carlisle i 388 km na północny zachód od Londynu.